# Saxifraga serrula
Saxifraga serrula är en stenbräckeväxtart som beskrevs av H. Sm.. Saxifraga serrula ingår i Bräckesläktet som ingår i familjen stenbräckeväxter. Inga underarter finns listade i Catalogue of Life.